# Голубева (деревня)
Голубева — деревня в городском округе Верхотурский Свердловской области. Управляется Дерябинским сельским советом.

## География
Населённый пункт расположен на правом берегу реки Тура в 64 километрах на юго-восток от административного центра округа — города Верхотурье.

### Часовой пояс
Голубева как и вся Свердловская область, находится в часовой зоне МСК+2. Смещение применяемого времени относительно UTC составляет +5:00.

## Население
| 1873 | 2002 | 2010 |
| ---- | ---- | ---- |
| 42   | ↘7   | ↘2   |

## Инфраструктура
В деревне расположена всего одна улица: Лесная.